# Acide fort
 (octobre 2017).
Si vous disposez d'ouvrages ou d'articles de référence ou si vous connaissez des sites web de qualité traitant du thème abordé ici, merci de compléter l'article en donnant les références utiles à sa vérifiabilité et en les liant à la section « Notes et références ».
Un acide fort est un acide qui se dissocie de façon totale en ions {\displaystyle {\rm {H^{+}}}} en solution aqueuse en une base conjuguée très faible.
On retient généralement comme critère un pKa dans l'eau négatif, ou un pKa inférieur à celui du cation hydronium :

## Équation
La réaction de dissociation d'un acide fort {\displaystyle {\rm {HA}}} dans l'eau est la suivante :
L'anion {\displaystyle {\rm {A^{-}}}} est la base conjuguée de l'acide {\displaystyle {\rm {HA}}}. La flèche simple signifie que la réaction est quantitative.

## Cas des diacides
Pour un diacide tel que l'acide sulfurique {\displaystyle {\rm {H_{2}SO_{4}}}}, le qualificatif d'acide fort ne se réfère qu'au premier atome d'hydrogène :
Le second atome d'hydrogène de l'acide sulfurique n'est que faiblement acide :
La flèche double signifie que la réaction est équilibrée, c'est-à-dire que la dissociation est partielle.

## Utilisations
Les acides forts sont principalement utilisés pour :
- les dosages acide-base ;
- les hydrolyses.

Un des avantages des acides forts est qu'une faible quantité suffit à acidifier une solution ; parfois quelques gouttes d'acide suffisent. Un acide fort se dissocie en libérant une grande quantité d'ions oxonium, ce qui a pour conséquence de baisser le pH d'une solution. Par définition, plus une solution contient d'ions oxonium, plus elle est acide. Une solution acide permet de casser certaines liaisons chimiques.
Un acide fort réagit rapidement et quantitativement avec une base forte, la réaction est totale et exothermique ; des projections peuvent avoir lieu.

## Exemples
Parmi les acides forts, on trouve :
- l'acide chlorhydrique, solution aqueuse du chlorure d'hydrogène {\displaystyle {\rm {HCl}}} ;
- l'acide sulfurique {\displaystyle {\rm {H_{2}SO_{4}}}} ;
- l'acide nitrique {\displaystyle {\rm {HNO_{3}}}} ;
- l'acide iodhydrique, solution aqueuse de l'iodure d'hydrogène {\displaystyle {\rm {HI}}} ;
- l'acide bromhydrique, solution aqueuse du bromure d'hydrogène {\displaystyle {\rm {HBr}}} ;
- l'acide perchlorique {\displaystyle {\rm {HClO_{4}}}} ;
- l'acide chlorique {\displaystyle {\rm {HClO_{3}}}} ;
- l'acide permanganique {\displaystyle {\rm {HMnO_{4}}}} ;
- l'acide manganique {\displaystyle {\rm {H_{2}MnO_{4}}}}.

Quelques acides sont plus forts que l'acide sulfurique et sont appelés « superacides », notamment :
- l'acide fluoroantimonique {\displaystyle {\rm {HFSbF_{5}}}} ;
- l'acide magique {\displaystyle {\rm {HSO_{3}FSbF_{5}}}} ;
- l'acide trifluorométhanesulfonique ou acide triflique {\displaystyle {\rm {HSO_{3}CF_{3}}}} ;
- l'acide fluorosulfurique ou acide fluorosulfonique {\displaystyle {\rm {HSO_{3}F}}} ;
- l'acide disulfurique (oléum) {\displaystyle {\rm {H_{2}S_{2}O_{7}}}}.

## Sécurité

Les acides forts sont des produits à manipuler avec précautions. Des règles de sécurité sont à respecter lors de leurs utilisations. Les mentions de danger prévues par le système général harmonisé SGH et son adaptation européenne (règlement CE no 1272/2008) sont les suivantes :
- H314 : provoque de graves brûlures de la peau et des lésions oculaires ;
- H318 : provoque des lésions oculaires graves.

La plupart des acides forts sont corrosifs mais ce n'est pas toujours le cas : le carborane est un superacide un million de fois plus acide que l'acide sulfurique mais il est entièrement non corrosif. Par contre l'acide sulfurique est extrêmement corrosif et provoque de graves brûlures.